# Trinidad (Santa Bárbara)
Trinidad (uit het Spaans: "Drie-eenheid") is een gemeente (gemeentecode 1626) in het departement Santa Bárbara in Honduras.
De eerste bewoners kwamen in de 17e eeuw uit Chiquimula in Guatemala. Later kwamen er verschillende Sefardische Joden te wonen. Mede hierdoor heeft het dorp later veel steun vanuit Israël gekregen. Zo is er een sportcentrum met de naam Plaza Jerusalem. Ook is er een straat genoemd naar Shimon Agur, Israëlisch ambassadeur in Honduras.
Het dorp Trinidad ligt in een kleine vallei. Dichtbij staan de bergen Cantiles, Torres, Quita Calzón en Tres Cerritos. Hier bevinden zich verschillende watervallen.
Er zijn veel activiteiten om het toerisme te stimuleren, met name culturele festivals. Ook worden er kleine lodges gebouwd bij de rivieren en watervallen in de omgeving.

## Bevolking
De bevolking is als volgt verdeeld:
| Vrouwen | 9.593  | 47,8% |
| Mannen  | 10.481 | 52,2% |

## Dorpen
De gemeente bestaat uit 22 dorpen (aldea), waarvan het grootste qua inwoneraantal: Trinidad  (code 162601) en La Unión (162615): Trinidad, Cebadilla, Chimizales, El Carmen, El Corozal, El Diviso, El Guineal, El Higuito, El Rodeo, El Tigre, El Tumbo, La Alegría, La Angostura, La Huerta, La Unión, Las Delicias, Las Trojes, Matasanales, Pinabete of Loma Limpia, San Francisco, Santa Rosita en Tascalapa.

## Geboren in Trinidad
- Juan E. Paredes, Hondurees generaal die een verdrag tekende met de Verenigde Staten